# 岐阜県弁護士会
岐阜県弁護士会（ぎふけんべんごしかい）は岐阜県にある弁護士会。略称は「岐弁」（ぎべん）。

## 業務内容
- 岐阜県庁・県下各市町村で行なわれる法律相談の運営
- 裁判員制度の普及活動
- 日本弁護士連合会との連携事業